# Marathon masculin aux Jeux olympiques d'été de 2008
Navigation
Athènes 2004 Londres 2012
L'épreuve du marathon masculin aux Jeux olympiques de 2008 a eu lieu le 24 août 2008 à Pékin.
Les limites de qualifications étaient de 2 h 15 min 00 pour la limite A et de 2 h 18 min 00 pour la limite B.

## Records
Avant cette compétition, les records dans cette discipline étaient les suivants :
| Record du monde  | 2 h 04 min 26 s | Haile Gebrselassie | Éthiopie | 30 septembre 2007 | Berlin      |
| Record olympique | 2 h 09 min 21 s | Carlos Lopes       | Portugal | 12 août 1984      | Los Angeles |

## Médaillés
| Or             | Argent        | Bronze        |
| Samuel Wanjiru | Jaouad Gharib | Tsegay Kebede |

## Résultats
| Rang               | Athlète                | Nationalité     | Temps         |
| ------------------ | ---------------------- | --------------- | ------------- |
| Médaille d'or      | Samuel Kamau Wanjiru   | Kenya           | 2 h 06 min 32 |
| Médaille d'argent  | Jaouad Gharib          | Maroc           | 2 h 07 min 16 |
| Médaille de bronze | Tsegay Kebede          | Éthiopie        | 2 h 10 min 00 |
| 4                  | Deriba Merga           | Éthiopie        | 2 h 10 min 21 |
| 5                  | Martin Lel             | Kenya           | 2 h 10 min 24 |
| 6                  | Viktor Röthlin         | Suisse          | 2 h 10 min 35 |
| 7                  | Gashaw Asfaw           | Éthiopie        | 2 h 10 min 52 |
| 8                  | Yared Asmerom          | Érythrée        | 2 h 11 min 11 |
| 9                  | Dathan Ritzenhein      | États-Unis      | 2 h 11 min 59 |
| 10                 | Ryan Hall              | États-Unis      | 2 h 12 min 33 |
| 11                 | Mike Fokoroni          | Zimbabwe        | 2 h 13 min 17 |
| 12                 | Stefano Baldini        | Italie          | 2 h 13 min 25 |
| 13                 | Tsuyoshi Ogata         | Japon           | 2 h 13 min 26 |
| 14                 | Grigoriy Andreyev      | Russie          | 2 h 13 min 33 |
| 15                 | Ruggero Pertile        | Italie          | 2 h 13 min 39 |
| 16                 | José Manuel Martínez   | Espagne         | 2 h 14 min 00 |
| 17                 | Francis Kirwa          | Finlande        | 2 h 14 min 22 |
| 18                 | Lee Myong-seung        | Corée du Sud    | 2 h 14 min 37 |
| 19                 | Janne Holmén           | Finlande        | 2 h 14 min 44 |
| 20                 | Abderrahim Goumri      | Maroc           | 2 h 15 min 00 |
| 21                 | Aleksey Sokolov        | Russie          | 2 h 15 min 57 |
| 22                 | Brian Sell             | États-Unis      | 2 h 16 min 07 |
| 23                 | Ottaviano Andriani     | Italie          | 2 h 16 min 10 |
| 24                 | Dan Robinson           | Grande-Bretagne | 2 h 16 min 14 |
| 25                 | Deng Haiyang           | Chine           | 2 h 16 min 17 |
| 26                 | Abderrahime Bouramdane | Maroc           | 2 h 17 min 42 |
| 27                 | Vasyl Matviychuk       | Ukraine         | 2 h 17 min 50 |
| 28                 | Lee Bong-ju            | Corée du Sud    | 2 h 17 min 56 |
| 29                 | Oleg Kulkov            | Russie          | 2 h 18 min 11 |
| 30                 | Paulo Gomes            | Portugal        | 2 h 18 min 15 |